# Bdeogale
Genre
Bdeogale est un genre de mangoustes, mammifères carnivores de la famille des Herpestidae.

## Liste d'espèces
Selon ITIS (28 avr. 2010) et Mammal Species of the World (version 3, 2005)  (28 avr. 2010), ce genre comprend les espèces suivantes :
- Bdeogale crassicauda (Peters, 1852) - mangouste à queue touffue[3]
- Bdeogale jacksoni (Thomas, 1894) - mangouste de Jackson[3]
- Bdeogale nigripes (Pucheran, 1855) - mangouste à pattes noires[3]